# Eri Irianto
Eri Irianto (Sidoarjo, 12 gennaio 1974 – Surabaya, 3 aprile 2000) è stato un calciatore indonesiano, di ruolo centrocampista.
È morto dopo aver accusato un malore durante una partita contro il PSIM Yogyakarta allo stadio Gelora.

## Carriera

### Club
Ha giocato nella prima divisione indonesiana.

### Nazionale
Tra il 1995 ed il 1997 ha totalizzato complessivamente 16 presenze e 8 gol con la nazionale indonesiana.

## Statistiche

### Cronologia presenze e reti in nazionale
| Cronologia completa delle presenze e delle reti in nazionale ― Indonesia | Cronologia completa delle presenze e delle reti in nazionale ― Indonesia | Cronologia completa delle presenze e delle reti in nazionale ― Indonesia | Cronologia completa delle presenze e delle reti in nazionale ― Indonesia | Cronologia completa delle presenze e delle reti in nazionale ― Indonesia | Cronologia completa delle presenze e delle reti in nazionale ― Indonesia | Cronologia completa delle presenze e delle reti in nazionale ― Indonesia | Cronologia completa delle presenze e delle reti in nazionale ― Indonesia |
| Data                                                                     | Città                                                                    | In casa                                                                  | Risultato                                                                | Ospiti                                                                   | Competizione                                                             | Reti                                                                     | Note                                                                     |
| ------------------------------------------------------------------------ | ------------------------------------------------------------------------ | ------------------------------------------------------------------------ | ------------------------------------------------------------------------ | ------------------------------------------------------------------------ | ------------------------------------------------------------------------ | ------------------------------------------------------------------------ | ------------------------------------------------------------------------ |
| 4-12-1995                                                                | Chiang Mai                                                               | Thailandia                                                               | 2 – 1                                                                    | Indonesia                                                                | Giochi del Sud-est asiatico 1995                                         | -                                                                        |                                                                          |
| 6-12-1995                                                                | Chiang Mai                                                               | Cambogia                                                                 | 0 – 10                                                                   | Indonesia                                                                | Giochi del Sud-est asiatico 1995                                         | 4                                                                        |                                                                          |
| 8-12-1995                                                                | Chiang Mai                                                               | Indonesia                                                                | 3 – 0                                                                    | Malaysia                                                                 | Giochi del Sud-est asiatico 1995                                         | 1                                                                        |                                                                          |
| 12-12-1995                                                               | Lamphun                                                                  | Indonesia                                                                | 0 – 1                                                                    | Vietnam                                                                  | Giochi del Sud-est asiatico 1995                                         | -                                                                        |                                                                          |
| 2-3-1996                                                                 | Shah Alam                                                                | Malaysia                                                                 | 0 – 0                                                                    | Indonesia                                                                | Qual. Coppa d'Asia 1996                                                  | -                                                                        | 83’                                                                      |
| 4-3-1996                                                                 | Shah Alam                                                                | Indonesia                                                                | 7 – 1                                                                    | India                                                                    | Qual. Coppa d'Asia 1996                                                  | -                                                                        | 66’                                                                      |
| 2-9-1996                                                                 | Singapore                                                                | Laos                                                                     | 1 – 5                                                                    | Indonesia                                                                | Tiger Cup 1996                                                           | 1                                                                        |                                                                          |
| 7-9-1996                                                                 | Singapore                                                                | Indonesia                                                                | 3 – 0                                                                    | Cambogia                                                                 | Tiger Cup 1996                                                           | 1                                                                        |                                                                          |
| 9-9-1996                                                                 | Singapore                                                                | Indonesia                                                                | 6 – 1                                                                    | Birmania                                                                 | Tiger Cup 1996                                                           | 1                                                                        |                                                                          |
| 11-9-1996                                                                | Singapore                                                                | Indonesia                                                                | 1 – 1                                                                    | Vietnam                                                                  | Tiger Cup 1996                                                           | -                                                                        |                                                                          |
| 13-9-1996                                                                | Singapore                                                                | Malaysia                                                                 | 3 – 1                                                                    | Indonesia                                                                | Tiger Cup 1996                                                           | -                                                                        |                                                                          |
| 15-9-1996                                                                | Singapore                                                                | Vietnam                                                                  | 3 – 2                                                                    | Indonesia                                                                | Tiger Cup 1996                                                           | -                                                                        |                                                                          |
| 26-2-1997                                                                | Kuala Lumpur                                                             | Bosnia ed Erzegovina                                                     | 2 – 0                                                                    | Indonesia                                                                | 1997 Dunhill Cup                                                         | -                                                                        |                                                                          |
| 6-4-1997                                                                 | Giacarta                                                                 | Indonesia                                                                | 8 – 0                                                                    | Cambogia                                                                 | Qual. Mondiali 1998                                                      | -                                                                        | 73’                                                                      |
| 13-4-1997                                                                | Giacarta                                                                 | Iran                                                                     | 0 – 0                                                                    | Yemen                                                                    | Qual. Mondiali 1998                                                      | -                                                                        | 73’                                                                      |
| 27-4-1997                                                                | Phnom Penh                                                               | Cambogia                                                                 | 1 – 1                                                                    | Indonesia                                                                | Qual. Mondiali 1998                                                      | -                                                                        | 73’                                                                      |
| Totale                                                                   |                                                                          | Presenze                                                                 | 16                                                                       |                                                                          | Reti                                                                     | 8                                                                        |                                                                          |